# Яролим, Карел
Карел Яролим (чеш. Karel Jarolím; род. 23 августа 1956, Часлав, Кутна-Гора) — чешский футболист и тренер. Сыновья Карела, Марек, Лукаш и Давид, также стали известными футболистами.

## Карьера игрока

### Клубная
Яролим — воспитанник клуба «Тремошнице». С 1971 по 1987 год играл за различные чехословацкие клубы, среди которых такие клубы, как: «Славия» (Прага), «Дукла» (Прага), в составе которой стал чемпионом Чехословакии в сезоне 1978/79 и «Дукла» (Табор). В 1987 году перешёл во французский клуб «Руан», за который играл на протяжении трёх сезонов. В 1990 году перешёл в другой французский клуб «Амьен». В 1991 году вернулся в Чехословакию, где и закончил игровую карьеру в 1995 году.

### В сборной
В период с 1982 по 1987 год сыграл 13 матчей и забил 2 гола за национальную сборную.

## Статистика выступлений за сборную
| Матчи Карела Яролима за сборную Чехословакии | Матчи Карела Яролима за сборную Чехословакии | Матчи Карела Яролима за сборную Чехословакии | Матчи Карела Яролима за сборную Чехословакии | Матчи Карела Яролима за сборную Чехословакии | Матчи Карела Яролима за сборную Чехословакии | Матчи Карела Яролима за сборную Чехословакии |
| -------------------------------------------- | -------------------------------------------- | -------------------------------------------- | -------------------------------------------- | -------------------------------------------- | -------------------------------------------- | -------------------------------------------- |
| №                                            | Дата                                         | Оппонент                                     | Счёт                                         | Голы                                         | Соревнование                                 |                                              |
| 1                                            | 9 марта 1982                                 | Аргентина                                    | 0:0                                          | -                                            | Товарищеский матч                            |                                              |
| 2                                            | 24 марта 1982                                | Греция                                       | 2:1                                          | 1                                            | Товарищеский матч                            |                                              |
| 3                                            | 14 апреля 1982                               | ФРГ                                          | 1:2                                          | -                                            | Товарищеский матч                            |                                              |
| 4                                            | 27 октября 1982                              | Дания                                        | 3:1                                          | -                                            | Товарищеский матч                            |                                              |
| 5                                            | 13 ноября 1982                               | Италия                                       | 2:2                                          | -                                            | Отборочный матч ЧЕ-1984                      |                                              |
| 6                                            | 27 марта 1983                                | Кипр                                         | 1:1                                          | -                                            | Отборочный матч ЧЕ-1984                      |                                              |
| 7                                            | 28 марта 1984                                | ГДР                                          | 1:2                                          | -                                            | Товарищеский матч                            |                                              |
| 8                                            | 7 апреля 1984                                | Италия                                       | 1:1                                          | -                                            | Товарищеский матч                            |                                              |
| 9                                            | 16 мая 1984                                  | Дания                                        | 1:0                                          | -                                            | Товарищеский матч                            |                                              |
| 10                                           | 14 октября 1984                              | Португалия                                   | 1:2                                          | -                                            | Отборочный матч ЧМ-1986                      |                                              |
| 11                                           | 31 октября 1984                              | Мальта                                       | 4:0                                          | 1                                            | Отборочный матч ЧМ-1986                      |                                              |
| 12                                           | 3 июня 1987                                  | Дания                                        | 1:1                                          | -                                            | Отборочный матч ЧЕ-1988                      |                                              |
| 13                                           | 9 сентября 1988                              | Финляндия                                    | 0:3                                          | -                                            | Отборочный матч ЧЕ-1988                      |                                              |

## Карьера тренера
В 1997 году возглавил «Пршибрам», но, заняв лишь 13 место, был смещён с должности главного тренера. В 2000 году возглавил пражскую «Славию». С 2003 по 2005 год тренировал клуб «Словацко», вместе с которым стал финалистом Кубка Чехии в 2005 году. В 2005 году во второй раз в карьере возглавил пражскую «Славию». В сезонах 2007/08 и 2008/09 приводил «Славию» к чемпионству в национальном первенстве. В 2010 году перешёл в словацкий клуб «Слован» (Братислава), с которым в первый же сезон выиграл и чемпионат Словакии, и национальный кубок. В 2011 году перешёл в саудовский клуб «Аль-Ахли» (Джидда), с которым в первый же сезон стал серебряным призёром национального чемпионата, обладателем Саудовского кубка чемпионов и финалистом Лиги чемпионов АФК. В 2013 году тренировал эмиратский клуб «Аль-Вахда» (Абу-Даби). В 2014 году вернулся в Чехию, став главным тренером клуба «Млада-Болеслав», с которым стал обладателем Кубка Чехии сезона 2015/16.
В 2016 году сменил Павела Врбу на посту главного тренера национальной сборной Чехии. 11 сентября 2018 года после разгромного поражения в товарищеском матче против сборной России (1:5) был отправлен в отставку.

## Достижения
В качестве игрока
 «Дукла» (Прага)
- Чемпион Чехословакии — 1978/79

В качестве тренера
 «Словацко»
- Финалист Кубка Чехии — 2004/05

 «Славия» (Прага)
- чемпион Чехии — 2007/08, 2008/09

 «Слован» (Братислава)
- чемпион Словакии — 2010/11
- Обладатель Кубка Словакии — 2010/11

 «Аль-Ахли» (Джидда)
- Чемпионата Саудовской Аравии — 2011/12
- Обладатель Саудовского кубка чемпионов — 2011/12
- Финалист Лиги чемпионов АФК — 2012

 «Млада-Болеслав»
- Обладатель Кубка Чехии — 2015/16

Индивидуальные
- Тренер года в Чехии — 2008